# Krainy mityczne Azteków
Krainy mityczne Azteków – trzynaście (według innych wersji dwanaście lub dziewięć) nieb, oraz 9 poziomów Podziemia w które wierzyli Aztekowie.
Krainy były oznaczane w kodeksach paskami w trzech kolorach - czerwonym, żółtym i niebieskim, na których widniały symbole gwiazd i mieszkających tam bóstw.
Podziemie składało się z kilku pięter lub rejonów- najczęściej z dziewięciu. Najwyższym poziomem kosmosu był Omeyocan – niekiedy nad nim umieszczano Tamoanchan, najniższym był Itzmictlan apochcalocan nazywany częściej Mictlan.

## 13 poziomów Nieba
13 poziomów Nieba w, które wierzyli Aztekowie:
1. Ilhuicatl Tlalocan ihuan Metztli („Niebo Tlalocanu i Księżyca”)
2. Ilhuicatl Citlalicatl („Niebo Spódnicy z Gwiazd”)
3. Ilhuicatl Tonatiuh („Niebo Słońca”)
4. Ilhuicatl huixtotlan („Niebo – Miejsce Soli”)
5. Ilhuicatl mamalhuacoca („Niebo, Gdzie Jest Świder Ogniowy”)
6. Ilhuicatl yayauhca („Niebo Ciemne”)
7. lhuicatl xoxouhca („Niebo Zielone”)
8. Iztapalnacazcayan („Miejsce Mające Kąty z Obsydianowych Płyt”)
9. Teotl iztacca („Biały Bóg”)
10. Teotl cozauhca („Żółty Bóg”)
11. Teotl tlatlauhca („Czerwony Bóg”)
12. Omeyocan
13. Omeyocan
Omeyocan było często uważane za dwunaste i trzynaste niebo, choć inne źródła wymieniają osobno bogów tych poziomów. I tak w dwunastym panem był bóg Tlahuizcalpantecutli, a w trzynastym niebie, bóg dwoistości Ometecutli

## 9 poziomów Podziemia
W mitologii Azteków kraina Podziemi nazywała się Mictlan był uważany za krainę świata podziemnego gdzie przebywali zmarli, którzy nie dostąpili zaszczytu wędrowania po niebie wraz ze słońcem.
1. Tlalticpac
2. Apanohuayan („Przejście Wód”)
3. Tepetl monanamicyan („Miejsce, Gdzie Zderzają się Góry”)
4. Itztepetl („Obsydianowa Góra”)
5. Itzehecayan („Miejsce Obsydianowego Wiatru”)
6. Pancuecuetlacayan („Miejsce, gdzie Powiewają Chorągwie”)
7. Temiminaloyan („Miejsce, gdzie Ludzie są Pod Silnym Ostrzałem”)
8. Teyollocualan („Miejsce, Gdzie Są Zjadane Ludzkie Serca”)
9. Itzmictlan apochcalocan („Obsydianowe Miejsce Śmierci, Miejsce bez Dymika”).

## Najważniejsze krainy
- Omeyocan
- Tamoanchan
- In Ichan Tonatiuh Ilhuicac
- Cihuatlampa
- Cincalco
- Tlalocan
- Xochiatlalpanlub Chichihualcuauhco
- Tllilla-Tlapallan („Świat Bezcielesnych”)
- Aztlán
- Chicomoztoc
- Collhuacan
- Huehuetlapllan